# Unihockey-Weltmeisterschaft 2024

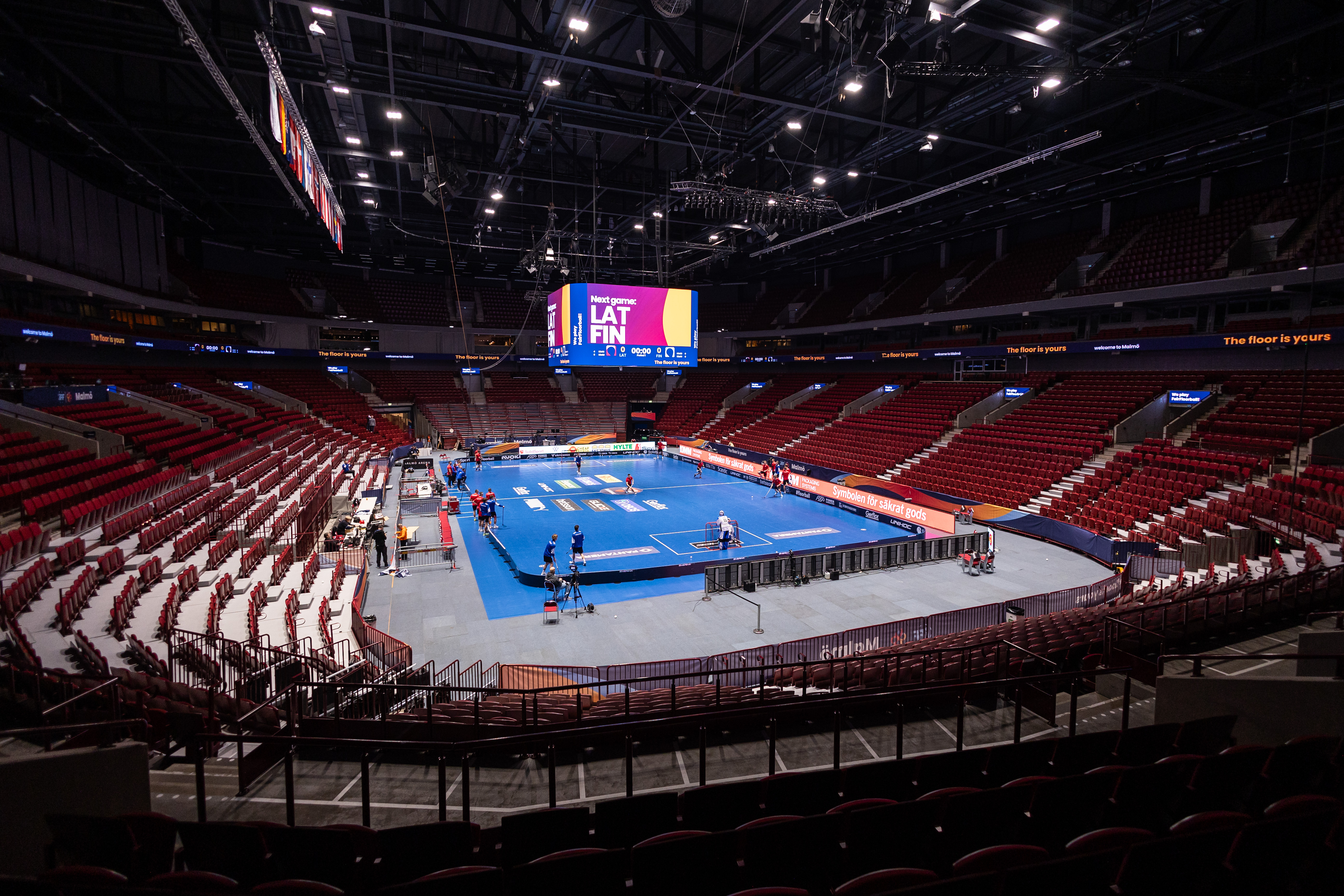
Training der slowakischen Mannschaft in der Malmö Arena am Tag vor der Eröffnung

Die Endrunde der 15. Unihockey-Weltmeisterschaft der Herren (offiziell Men’s World Floorball Championships 2024) wurde vom 7. bis 15. Dezember 2024 in Malmö, Schweden ausgetragen. Weilmeister wurde zum fünften Mal Finnland.

## Vergabe
Der schwedische und singapurische Verband reichten Bewerbungsunterlagen ein.
Folgender Evaluationsbericht mitsamt Punktevergabe ergab sich daraus:
| Anbieter | Event   | Finanzen | Lieferung | Entwicklung | Insgesamt | Budget              | Zeitraum (Punkte)         |
| -------- | ------- | -------- | --------- | ----------- | --------- | ------------------- | ------------------------- |
| Singapur | 135/165 | 193/250  | 340/450   | 112/135     | 780/1000  | 2,43 Millionen Euro | 16. – 24. November (5/15) |
| Schweden | 145/165 | 206/250  | 334/450   | 89/135      | 774/1000  | 2,6 Millionen Euro  | 7. – 15. Dezember (15/15) |

Die Bewerbungen wurden als sehr gleichwertig angesehen, so dass der Bewertungsbericht als unentschieden gewertet wurde, obwohl 9 von 12 Personen, die mit verschiedenen Aspekten der IFF zu tun haben, Singapur den Vorzug gaben.
Ursprünglich sollten die Gastgeber im November 2020 bekannt gegeben werden, aber die Bekanntgabe wurde verschoben, um mehr Details über die einzelnen Bewerbungen zu erfahren. Schweden erhielt am 23. Februar 2021 den Zuschlag, nachdem es sich in einem von der IFF als sehr knapp bezeichneten Bieterverfahren gegen Singapur durchgesetzt hatte.

## Veranstaltungsort
Zum vierten Mal nach 1996, 2006 und 2014 wurde die Unihockey-Weltmeisterschaft der Herren in Schweden ausgetragen werden. Die Spiele wurden allerdings zum ersten Mal in Malmö stattfinden. Spielstätten waren die Malmö Arena im Malmöer Stadtteil Hyllievång und die Baltiska Hallen im Stadtteil Södervärn, beides Multifunktionsarenen für Ballsportarten.
| Malmö Arena       | Baltiska Hallen  |
| ----------------- | ---------------- |
| Kapazität: 12.600 | Kapazität: 3.600 |
|                   |                  |

## Qualifikation
32 Teams registrierten sich für die Teilnahme an den Weltmeisterschaften. Darunter waren 22 Teams aus Europa, acht aus Asien und Ozeanien und zwei aus Nordamerika.
Schweden als gastgebende Mannschaft war automatisch qualifiziert. Die übrigen 31 Mannschaften spielten in kontinentalen Qualifikationsturnieren um die weiteren 15 Startplätze. Die Plätze wurden wie folgt verteilt:
- Europa: 12 Teilnehmer inkl. Gastgeber
- Asien und Ozeanien: 3 Teilnehmer
- Amerika: 1 Teilnehmer

| 12 aus Europa und Afrika | Schweden    | Finnland    | Tschechien | Schweiz  |
| inklusive Gastgeber      | Lettland    | Slowakei    | Slowenien  | Estland  |
|                          | Deutschland | Norwegen    | Polen      | Dänemark |
| 1 aus Amerika            | Kanada      |             |            |          |
| 3 aus Asien & Ozeanien   | Thailand    | Philippinen | Australien |          |

## Modus
Es wurde in vier Gruppen à vier Teams gespielt werden. In Gruppe A und B spielten hierbei die acht in der Weltrangliste am besten platzierten Teilnehmer, in den Gruppen C und D die restlichen Teams. Die Auslosung der Teams in die Gruppen erfolgte nach folgendem Schema.
|  | Direkt für das Viertelfinale qualifiziert |
|  | Für Playoff-Runde qualifiziert            |

| Gruppe A  | Gruppe B  | Gruppe C    | Gruppe D    |
| --------- | --------- | ----------- | ----------- |
| Platz 1–4 | Platz 1–4 | Platz 9–12  | Platz 9–12  |
| Platz 1–4 | Platz 1–4 | Platz 9–12  | Platz 9–12  |
| Platz 5–8 | Platz 5–8 | Platz 13–16 | Platz 13–16 |
| Platz 5–8 | Platz 5–8 | Platz 13–16 | Platz 13–16 |

Die beiden Erstplatzierten der Gruppen A und B haben sich nach der Gruppenphase direkt für das Viertelfinale qualifiziert, die Dritt- und Viertplatzierten haben eine Playoff-Runde gegen die beiden Erstplatzierten der Gruppen C und D gespielt. Die Sieger dieser Playoff-Runde haben sich ebenfalls für das Viertelfinale qualifiziert.

## Auslosung
Die Auslosung fand am 6. März 2024 statt.
Die Teams wurden gemäß ihrer Platzierung in der Weltrangliste in vier Töpfe aufgeteilt. (In Klammern die Weltranglisten-Position zum Auslosungszeitpunkt.)
| Topf 1         | Topf 2          | Topf 3        | Topf 4           |
| -------------- | --------------- | ------------- | ---------------- |
| Schweden (1)   | Lettland (5)    | Estland (9)   | Thailand (14)    |
| Tschechien (2) | Slowakei (6)    | Dänemark (10) | Philippinen (15) |
| Finnland (3)   | Norwegen (7)    | Polen (11)    | Australien (13)  |
| Schweiz (4)    | Deutschland (8) | Kanada (12)   | Slowenien (18)   |

Die Mannschaften wurden nacheinander beginnend mit Topf 4 aus den Töpfen gezogen. Die Mannschaften aus Topf 3 und 4 wurden alternierend auf Gruppe C und D verteilt, die Mannschaften der Töpfe 1 und 2 auf Gruppe A und B. Die Auslosung ergab folgende Gruppen.
| Gruppe A    | Gruppe B | Gruppe C    | Gruppe D  |
| ----------- | -------- | ----------- | --------- |
| Tschechien  | Finnland | Kanada      | Dänemark  |
| Schweiz     | Schweden | Estland     | Polen     |
| Deutschland | Lettland | Philippinen | Slowenien |
| Norwegen    | Slowakei | Australien  | Thailand  |

## Gruppenspiele

### Gruppe A
| Platz | Land        | Sp | S | U | N | +  | -  | Pkt |
| ----- | ----------- | -- | - | - | - | -- | -- | --- |
| 1     | Tschechien  | 3  | 3 | 0 | 0 | 21 | 4  | 6   |
| 2     | Schweiz     | 3  | 1 | 1 | 1 | 14 | 11 | 3   |
| 3     | Deutschland | 3  | 1 | 0 | 2 | 10 | 20 | 2   |
| 4     | Norwegen    | 3  | 0 | 1 | 2 | 9  | 19 | 1   |

| 7. Dezember 2024 18:30 Uhr |  | Norwegen Andreas Grønli, Sebastian Kampe | 2:7 (0:4, 1:2, 1:1) Spielbericht | Tschechien Filip Forman, Josef Rýpar (2), Filip Zakonov, Matěj Havlas, Tomáš Hanák, Ondřej Němeček | Malmö Arena, Malmö Zuschauer: 1112 |

| 8. Dezember 2024 12:00 |  | Deutschland Janos Bröker, Florian Weißkirchen | 2:8 (0:1, 1:6, 1:1) Spielbericht | Schweiz Paolo Riedi, Marco Louis, Noël Seiler, Stefan Hutzli (2), Jan Zaugg, Noah Siegenthaler, Janis Lauber | Malmö Arena, Malmö Zuschauer: 2038 |

| 9. Dezember 2024 12:30 Uhr |  | Norwegen William Andersson, Joachim Terjesen, Marius Pedersen | 3:8 (1:2, 1:4, 1:2) Spielbericht | Deutschland Flemming Kühl, Janos Bröker, Jakob Heins (4), Florian Weißkirchen (2) | Malmö Arena, Malmö Zuschauer: 1187 |

| 9. Dezember 2024 16:00 Uhr |  | Tschechien Matěj Havlas (2), Ondřej Němeček (2), Marek Beneš | 5:2 (1:0, 0:1, 4:1) Spielbericht | Schweiz Stefan Hutzli, Noël Seiler | Malmö Arena, Malmö Zuschauer: 1089 |

| 10. Dezember 2024 16:00 Uhr |  | Tschechien Dominik Beneš, Matěj Havlas (2), Tomáš Hanák (3), Josef Rýpar (3) | 9:0 (5:0, 2:0, 2:0) Spielbericht | Deutschland | Baltiska Hallen, Malmö Zuschauer: 173 |

| 10. Dezember 2024 16:00 Uhr |  | Schweiz Jan Bürki, Jan Zaugg (2), Manuel Maurer | 4:4 (1:1, 1:1, 2:2) Spielbericht | Norwegen Marcus Hamrin, Lukas Garcia, Andreas Grønli, William Andersson | Malmö Arena, Malmö Zuschauer: 2325 |

### Gruppe B
| Platz | Land     | Sp | S | U | N | +  | -  | Pkt |
| ----- | -------- | -- | - | - | - | -- | -- | --- |
| 1     | Finnland | 3  | 3 | 0 | 0 | 16 | 6  | 6   |
| 2     | Schweden | 3  | 2 | 0 | 1 | 27 | 11 | 4   |
| 3     | Lettland | 3  | 0 | 1 | 2 | 9  | 21 | 1   |
| 4     | Slowakei | 3  | 0 | 1 | 2 | 9  | 23 | 1   |

| 7. Dezember 2024 12:00 Uhr |  | Lettland | 3:4 (1:0, 0:1, 2:3) Spielbericht | Finnland | Malmö Arena, Malmö Zuschauer: 973 |

| 7. Dezember 2024 15:00 Uhr |  | Schweden | 12:4 (3:2, 3:1, 6:1) Spielbericht | Slowakei | Malmö Arena, Malmö Zuschauer: 6023 |

| 8. Dezember 2024 15:15 Uhr |  | Schweden | 13:2 (2:0, 4:1, 7:1) Spielbericht | Lettland | Malmö Arena, Malmö Zuschauer: 4979 |

| 8. Dezember 2024 18:00 Uhr |  | Slowakei | 1:7 (0:1, 1:2, 0:4) Spielbericht | Finnland | Baltiska Hallen, Malmö Zuschauer: 229 |

| 9. Dezember 2024 19:00 |  | Slowakei | 4:4 (2:2, 0:1, 2:1) Spielbericht | Lettland | Baltiska Hallen, Malmö Zuschauer: 146 |

| 10. Dezember 2024 19:00 |  | Finnland | 5:2 (0:1, 1:1, 4:0) Spielbericht | Schweden | Malmö Arena, Malmö Zuschauer: 6197 |

### Gruppe C
| Platz | Land        | Sp | S | U | N | +  | -  | Pkt |
| ----- | ----------- | -- | - | - | - | -- | -- | --- |
| 1     | Estland     | 3  | 3 | 0 | 0 | 20 | 11 | 6   |
| 2     | Philippinen | 3  | 2 | 0 | 1 | 15 | 11 | 4   |
| 3     | Australien  | 3  | 0 | 1 | 2 | 12 | 18 | 1   |
| 4     | Kanada      | 3  | 0 | 1 | 2 | 13 | 20 | 1   |

| 7. Dezember 2024 11:00 Uhr |  | Estland | 5:3 (2:2, 0:1, 3:0) Spielbericht | Australien | Baltiska Hallen, Malmö Zuschauer: 257 |

| 8. Dezember 2024 11:00 Uhr |  | Estland | 9:3 (3:1, 3:0, 3:2) Spielbericht | Kanada | Baltiska Hallen, Malmö Zuschauer: 193 |

| 8. December 2024 14:00 Uhr |  | Australien | 2:6 (2:0, 0:3, 0:3) Spielbericht | Philippinen | Baltiska Hallen, Malmö Zuschauer: 317 |

| 9. Dezember 2024 9:30 Uhr |  | Australien | 7:7 (2:3, 2:3, 3:1) Spielbericht | Kanada | Malmö Arena, Malmö Zuschauer: 1449 |

| 9. Dezember 2024 13:45 |  | Philippinen | 5:6 (1:3, 3:2, 1:1) Spielbericht | Estland | Baltiska Hallen, Malmö Zuschauer: 377 |

| 10. Dezember 2024 11:00 |  | Kanada | 3:4 (0:1, 1:1, 2:2) Spielbericht | Philippinen | Baltiska Hallen, Malmö Zuschauer: 216 |

### Gruppe D
| Platz | Land      | Sp | S | U | N | +  | -  | Pkt |
| ----- | --------- | -- | - | - | - | -- | -- | --- |
| 1     | Dänemark  | 3  | 3 | 0 | 0 | 28 | 11 | 6   |
| 2     | Polen     | 3  | 1 | 1 | 1 | 15 | 16 | 3   |
| 3     | Slowenien | 3  | 0 | 2 | 1 | 12 | 19 | 2   |
| 4     | Thailand  | 3  | 0 | 1 | 2 | 11 | 20 | 1   |

| 7. Dezember 2024 14:00 Uhr |  | Polen | 5:4 (1:0, 2:3, 2:1) Spielbericht | Thailand | Baltiska Hallen, Malmö Zuschauer: 314 |

| 7. Dezember 2024 18:30 Uhr |  | Dänemark | 10:3 (3:1, 3:1, 4:1) Spielbericht | Slowenien | Baltiska Hallen, Malmö Zuschauer: 836 |

| 8. Dezember 2024 18:00 Uhr |  | Thailand | 2:10 (0:2, 0:4, 2:4) Spielbericht | Dänemark | Malmö Arena, Malmö Zuschauer: 823 |

| 9. Dezember 2024 11:00 |  | Slowenien | 5:5 (2:3, 0:0, 3:2) Spielbericht | Thailand | Baltiska Hallen, Malmö Zuschauer: 202 |

| 9. Dezember 2024 19:00 Uhr |  | Polen | 6:8 (1:3, 2:1, 3:4) Spielbericht | Dänemark | Malmö Arena, Malmö Zuschauer: 1124 |

| 10. Dezember 2024 12:30 |  | Slowenien | 4:4 (1:0, 1:2, 2:2) Spielbericht | Polen | Malmö Arena, Malmö Zuschauer: 1003 |

## Play-offs

### Zwischenrunde
| 11. Dezember 2024 9:30 Uhr |  | Deutschland | 10:2 (4:0, 2:0, 4:2) Spielbericht | Polen | Malmö Arena, Malmö Zuschauer: 3249 |

| 11. Dezember 2024 12:30 Uhr |  | Lettland | 14:3 (4:1, 5:0, 5:2) Spielbericht | Philippinen | Malmö Arena, Malmö Zuschauer: 923 |

| 11. Dezember 2024 16:00 Uhr |  | Norwegen | 3:2 (0:2, 3:0, 0:0) Spielbericht | Dänemark | Malmö Arena, Malmö Zuschauer: 679 |

| 11. Dezember 2024 19:00 Uhr |  | Slowakei | 9:5 (4:1, 4:2, 1:2) Spielbericht | Estland | Malmö Arena, Malmö Zuschauer: 223 |

### Viertelfinale
| 12. Dezember 2024 16:00 Uhr |  | Schweden | 5:2 (1:1, 1:0, 3:1) Spielbericht | Deutschland | Malmö Arena, Malmö Zuschauer: 3567 |

| 12. Dezember 2024 20:30 Uhr |  | Tschechien | 9:1 (2:1, 1:0, 6:0) Spielbericht | Slowakei | Malmö Arena, Malmö Zuschauer: 1087 |

| 13. Dezember 2024 16:00 Uhr |  | Schweiz | 3:4 n. V. (1:2, 2:0, 0:1, 0:1) Spielbericht | Lettland | Malmö Arena, Malmö Zuschauer: 3657 |

| 13. Dezember 2024 19:10 Uhr |  | Finnland | 6:1 (3:1, 1:0, 2:0) Spielbericht | Norwegen | Malmö Arena, Malmö Zuschauer: 2943 |

### Halbfinale
| 14. Dezember 2024 16:00 Uhr |  | Tschechien | 1:6 (0:2, 0:1, 1:3) Spielbericht | Schweden | Malmö Arena, Malmö Zuschauer: 8297 |

| 14. Dezember 2024 19:10 Uhr |  | Finnland | 7:2 (0:0, 7:0, 0:2) Spielbericht | Lettland | Malmö Arena, Malmö Zuschauer: 6033 |

### Spiel um Platz 3
| 15. Dezember 2024 12:50 Uhr |  | Tschechien | 8:2 (2:1, 3:1, 3:0) Spielbericht | Lettland | Malmö Arena, Malmö Zuschauer: 6241 |

### Finale
| 15. Dezember 2024 15:50 Uhr |  | Schweden | 4:5 n. V. (3:0, 1:2, 0:2, 0:1) Spielbericht | Finnland | Malmö Arena, Malmö Zuschauer: 10.124 |

## Platzierungsspiele

### Spiele um Platz 13 – 16
| 11. Dezember 2024 10:45 Uhr |  | Slowenien | 8:4 (2:3, 3:0, 3:1) Spielbericht | Kanada | Baltiska Hallen, Malmö Zuschauer: 263 |

| 11. Dezember 2024 13:45 Uhr |  | Australien | 4:5 n. V. (2:2, 2:0, 0:2, 0:1) Spielbericht | Thailand | Baltiska Hallen, Malmö Zuschauer: 210 |

#### Spiel um Platz 15
| 12. Dezember 2024 13:45 Uhr |  | Kanada | 6:9 (2:3, 0:1, 4:5) Spielbericht | Australien | Baltiska Hallen, Malmö Zuschauer: 185 |

#### Spiel um Platz 13
| 12. Dezember 2024 14:00 Uhr |  | Slowenien | 6:4 (3:2, 1:0, 2:2) Spielbericht | Thailand | Malmö Arena, Malmö Zuschauer: 209 |

### Spiele um Platz 9 – 12
| 12. Dezember 2024 10:45 Uhr |  | Polen | 3:6 (0:2, 1:1, 2:3) Spielbericht | Estland | Baltiska Hallen, Malmö Zuschauer: 217 |

| 12. Dezember 2024 11:00 Uhr |  | Philippinen | 2:10 (1:4, 0:1, 1:5) Spielbericht | Dänemark | Malmö Arena, Malmö Zuschauer: 758 |

#### Spiel um Platz 11
| 13. Dezember 2024 10:45 Uhr |  | Philippinen | 9:8 n. V. (2:4, 3:3, 3:1, 1:0) Spielbericht | Polen | Baltiska Hallen, Malmö Zuschauer: 225 |

#### Spiel um Platz 9
| 13. Dezember 2024 13:45 Uhr |  | Dänemark | 2:3 n. V. (0:0, 1:1, 1:1, 0:1) Spielbericht | Estland | Baltiska Hallen, Malmö Zuschauer: 107 |

### Spiele um Platz 5 – 8
| 14. Dezember 2024 11:00 Uhr |  | Norwegen | 0:6 (0:3, 0:1, 0:2) Spielbericht | Schweiz | Baltiska Hallen, Malmö Zuschauer: 1231 |

| 14. Dezember 2024 14:00 Uhr |  | Slowakei | 4:1 (1:0, 1:1, 2:0) Spielbericht | Deutschland | Baltiska Hallen, Malmö Zuschauer: 244 |

#### Spiel um Platz 7
| 15. Dezember 2024 9:30 Uhr |  | Deutschland | 5:12 (3:2, 0:5, 2:5) Spielbericht | Norwegen | Baltiska Hallen, Malmö Zuschauer: 357 |

#### Spiel um Platz 5
| 15. Dezember 2024 12:30 Uhr |  | Slowakei | 3:6 (2:2, 1:1, 0:3) Spielbericht | Schweiz | Baltiska Hallen, Malmö Zuschauer: 5123 |

## Abschlussplatzierungen
| RF | Team        |
| -- | ----------- |
| 1  | Finnland    |
| 2  | Schweden    |
| 3  | Tschechien  |
| 4  | Lettland    |
| 5  | Schweiz     |
| 6  | Slowakei    |
| 7  | Norwegen    |
| 8  | Deutschland |
| 9  | Estland     |
| 10 | Dänemark    |
| 11 | Philippinen |
| 12 | Polen       |
| 13 | Slowenien   |
| 14 | Thailand    |
| 15 | Australien  |
| 16 | Kanada      |